# Våkn op du som sover
Våkn op du som sover (Noors voor Ontwaakt, gij die slaapt) is een compositie van Johan Kvandal. Het is een toonzetting van het gelijknamige gedicht van Magnus Brostrup Landstad. De koorbezetting is sopraan, alt, tenor, bariton (SATB). Het verscheen in 1951 in druk.
Våkn op du som sover is geschreven door de priester en psalmdichter Landstad en verscheen in 1861 onder de originele titel Vaagn op, du som sover.  
Er zijn van dit werk van Kvandal twee uitgaven van verschenen:
- een opname uit de jaren ’60; het Norske Solistkor
- een opname van later datum door het Bergen Domkantori